# 1501 Baade
1501 Baade (1938 UJ) là một tiểu hành tinh vành đai chính được phát hiện ngày 20 tháng 10 năm 1938 bởi Wachmann, A. ở Bergedorf.